# Štěrbina
Štěrbina (deutsch Sterbina) ist ein Ortsteil der Gemeinde Zabrušany im Okres Teplice, Tschechien. Er liegt einen Kilometer nordöstlich von Zabrušany im Nordböhmischen Becken.

## Geographie
Štěrbina befindet sich am Südhang der Jalovčiny (Wachholderberge). Nordöstlich erhebt sich der Ve chvojkách (Wachholderberg; 383 m). Im Westen liegt das Tal des Bouřlivec (Riesenbach), der unterhalb der Einmündung des Klášterský potok im Stausee Všechlapy angestaut wird.
Nachbarorte sind Újezdeček und Řetenice im Norden, Nová Ves im Nordosten, Straky im Osten, Tuchlov, Křemýž und Pňovičky im Südosten, Hostomice und Chotějovice im Süden, Všechlapy im Südwesten, Duchcov, Křínec und Lahošť im Westen sowie Jeníkov, Oldřichov und Hudcov im Nordwesten.

## Geschichte
Archäologische Funde belegen eine frühzeitliche Besiedlung der Gegend; am Südhang des Hügels Ve chvojkách wurde ein bronzezeitliches Gräberfeld aufgefunden.
Die erste schriftliche Erwähnung des zur Herrschaft Teplitz gehörigen Dorfes Sterbina erfolgte 1542 in einem Güterverzeichnis von Johann und Bernhard von Waldstein. Sterbina bestand zu dieser Zeit aus sechs Bauernwirtschaften. Im 17. Jahrhundert wurde das Dorf der Herrschaft Dux zugeschlagen. 1680 erhob Johann Friedrich von Waldstein die Herrschaften Dux und Oberleutensdorf zum Familienfideikommiss. Im 18. Jahrhundert bestand das Dorf aus acht Bauern und einem Hirten. Während des Siebenjährigen Krieges fand 1762 nördlich die Schlacht bei Hundorf und Kradrob statt.
Im Jahre 1831 bestand Sterbina / Skrbina aus 10 Häusern mit 41 deutschsprachigen Einwohnern. Pfarrort war Sobrusan. Bis zur Mitte des 19. Jahrhunderts blieb Sterbina der Fideikommissherrschaft Dux untertänig.
Nach der Aufhebung der Patrimonialherrschaften bildete Sterbine / Skrběna ab 1850 einen Ortsteil der Gemeinde Wschechlab im Leitmeritzer Kreis und Gerichtsbezirk Teplitz. Ab 1868 gehörte das Dorf zum Bezirk Teplitz und wurde 1869 zusammen mit Wschechlab nach Sobrusan eingemeindet. Seit dem Ende des 19. Jahrhunderts wird Štěrbina als tschechischer Ortsname verwendet. In Folge des Münchner Abkommens wurde Sterbina 1938 dem Deutschen Reich zugeschlagen und gehörte bis 1945 zum Landkreis Dux. Nach dem Ende des Zweiten Weltkrieges kam der Ort zur Tschechoslowakei zurück und die deutschböhmische Bevölkerung wurde vertrieben. Nach der Aufhebung des Okres Duchcov wurde Štěrbina 1961 dem Okres Teplice zugeordnet. Im Jahre 1991 hatte Štěrbina 23 Einwohner. Beim Zensus von 2001 lebten in den sieben Wohnhäusern des Dorfes 17 Personen. Insgesamt besteht der Ort aus neun Häusern.
Seit 1997 führt Štěrbina ein Wappen.

## Sehenswürdigkeiten
- Kapelle
- Ve chvojkách (Wachholderberg) mit Fernsehturm und Denkmal für den Bauernbefreier Hans Kudlich. Der vier Meter hohe Obelisk aus Sandstein wurde 1888 enthüllt, umschichtet war er von 150 Steinen mit den Namen der Dörfer der Gerichtsbezirke Teplitz, Dux und Bilin.[3]